# Raum A113

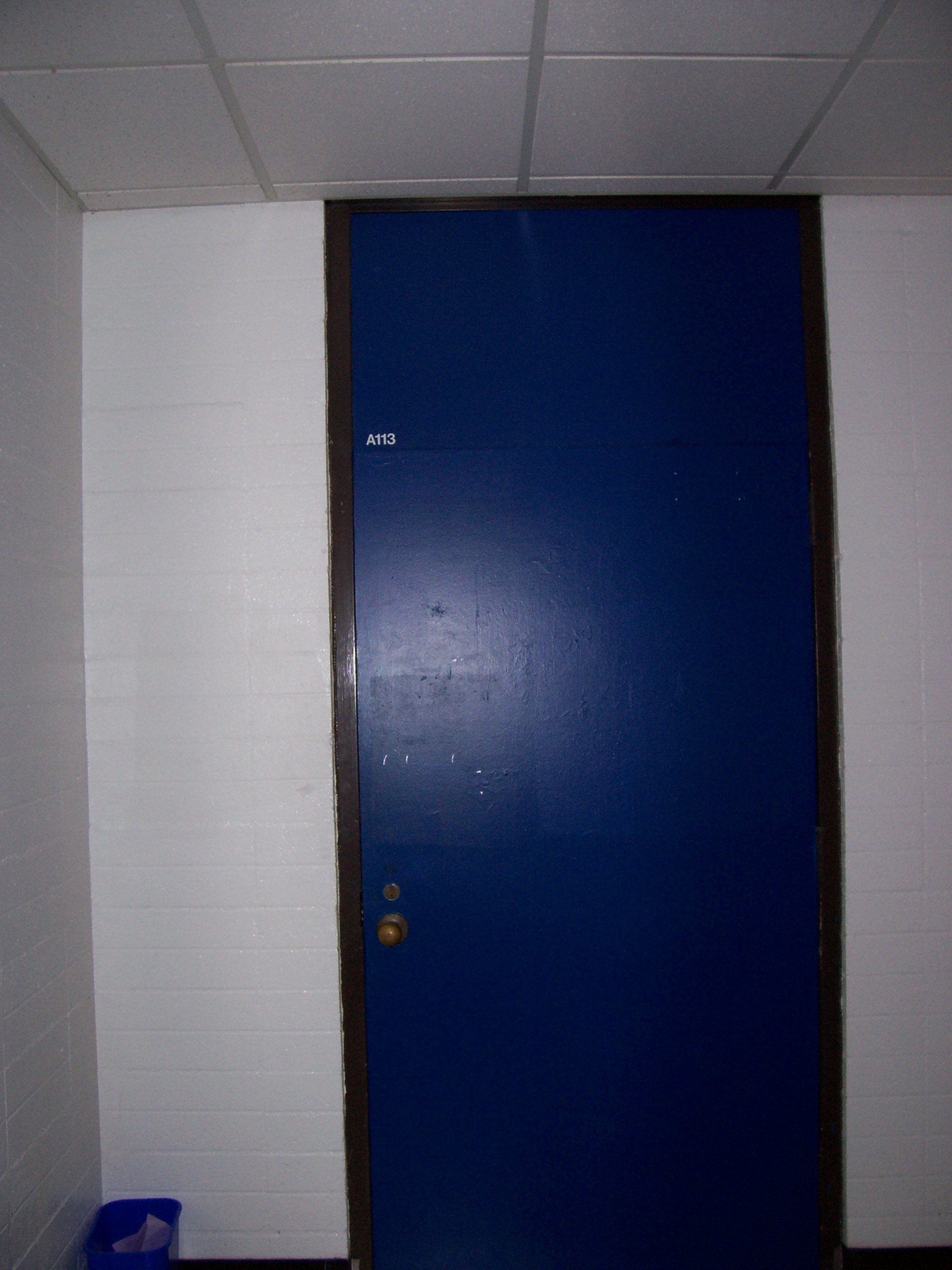
Raum A113 am California Institute of the Arts

A113 (manchmal auch als A-113, A1-13 oder ACXIII) ist ein Insider-Witz, ein sogenanntes „Easter Egg“, das sich in zahlreichen Film- und Fernsehproduktionen wiederfindet. Der Raum A113 befindet sich am California Institute of the Arts, dort finden Vorlesungen zur Animation statt. Viele Filmemacher wie John Lasseter, Pete Docter, Brad Bird oder auch Andrew Stanton haben dort studiert und bauen diese Raumnummer an verschiedenen Stellen in ihren Produktionen ein.

## Vorkommen

### Serien

#### Die Simpsons
- 1990: Nummer auf Krustys Gefängniskleidung in Episode 12 der 1. Staffel.[2][3]
- 1996: Nummer auf Tingeltangel-Bobs Gefängniskleidung in der Episode 9 der 7. Staffel „Tingeltangel-Bobs Rache“.[4]

#### Family Guy
- 2005: Kennzeichen eines Polizeiautos kurz vor der 20. Minute[5] der Episode 1 der Staffel 13.

#### American Dad
- Nummernschild des Hummie C.O.K. Guzzlers beim Auto-Händler in Episode 1 der 8. Staffel.
- Nummernschild von Stanleys Nachbarn, als er in die Kirche schaut. In Episode 7 der 1. Staffel bei 1:40 Minuten.[6]
- Nummer eines Eisenbahnwaggons in Episode 18 der 10. Staffel.

### Filmproduktionen

#### Pixar
- 1995: Toy Story, als Kennzeichen des Autos, auf dem die Cowboy-Puppe Woody mitfährt.[7]
- 1998: Das große Krabbeln, als Aufdruck auf einer Packung Frühstücksflocken, A113-1195 steht hier geschrieben.[8]
- 1999: Toy Story 2, wie im ersten Teil das amtliche Kennzeichen eines Autos von Andys Mutter.[7] Außerdem erfolgt im Flughafen ein Aufruf für „LassetAir Flug A113“.[9]
- 2001: Die Monster AG, auf einem Schild im Hintergrund zu lesen, als Sulley Needleman und Smitty beim Beladen einer Abfallpresse zuschauen.[10]
- 2003: Findet Nemo, als Modellnummer der Unterwasserkamera des Zahnarztes, der von Nemo ein Foto macht, bevor er ihn fängt.[9][11]
- 2004: Die Unglaublichen – The Incredibles, die Raumnummer des Syndroms-Konferenzraums, in dem Bob mit Mirage verabredet ist. Des Weiteren wird Mr. Incredible in eine Zelle auf Ebene A1 eingesperrt. Seine Zelle besitzt die Nummer 13: A1+13.[12]
- 2006: Cars, im Film zweimal zu sehen. Zum einen als Kennzeichen an Hook, zum anderen auf einer Lokomotive.[13]
- 2007: Ratatouille, ein Familienmitglied von Remy hat ein Schild mit der Bezeichnung am Ohr.[9][14]
- 2008: WALL·E – Der Letzte räumt die Erde auf, die Anweisung „A113“ ist der Befehl zur Meuterei durch Autopilot Otto.[15]
- 2009: Oben, der Gerichtssaal hat die Raumnummer A113, in dem der Fall „Carl“ verhandelt wird.[16]
- 2010: Toy Story 3, wie in den zwei Teilen zuvor ist das amtliche Kennzeichen eines Autos von Andys Mutter immer noch A113.[9]
- 2011: Cars 2, im Film dreimal zu sehen. Hook hat immer noch das Kennzeichen A113, im Düsenjet, als das Bild des Bösewichts unten am Rand gezeigt wird, und der Düsenjet Siddeley trägt die Zahl auf seinem Seitenleitwerk.[17]
- 2013: Die Monster Uni, die Nummer des Hörsaals von Professor Knight.[18]
- 2013: Merida – Legende der Highlands, in römischen Ziffern als ACXIII an einer Tür.[19]
- 2015: Arlo & Spot, als Zweige links von der Tür im Zaun
- 2015: Alles steht Kopf, als Graffiti an einer Hauswand als Riley davonläuft
- 2016: Findet Dorie, im Kennzeichen des Fischtransporters nach Cleveland.[20]
- 2017: Cars 3: Evolution, an der Bürotür von Sterling
- 2017: Coco – Lebendiger als das Leben!, als Zimmernummer auf einer Bürotür im Land der Toten[21]
- 2018: Die Unglaublichen 2, als Titel über dem Kino
- 2020: Onward: Keine halben Sachen, nicht sehbar aber hörbar im Polizeifunk[22]
- 2020: Soul, in der Halle mit allem sichtbar auf einem Straßenschild[23]
- 2021: Luca, auf einer Zugfahrkarte[24]
- 2022: Rot, auf der Kreidemaschine, die Meis Vater benutzt[23]
- 2023: Elemental, als chemische Elemente auf einem Straßenschild als drei Zuglinien codiert[25], auf einem Schild mit der Büronummer A113 im Rathaus.
- 2024: Alles steht Kopf 2, als römische Zahl auf der Beschriftung der Zelle, in dem die ursprünglichen Emotionen gefangen sind[26]

#### Walt Disney Company
- 1987: Der tapfere kleine Toaster, eine Tür trägt die Bezeichnung A113.[27]
- 2002: Lilo & Stitch, als Nummernschild an einem Feuerwehrwagen und ebenso am VW New Beetle im Abspann.[28]
- 2004: Micky, Donald, Goofy – Die drei Musketiere, als Nummernschild des Wagens, der Micky gefangen hält.
- 2006: Leroy & Stitch, als Nummernschild an Stitchs Auto
- 2007: Triff die Robinsons, als Nummernschild am Wagen von Cornelius 'Lewis' Robinsons Adoptiveltern
- 2009: Küss den Frosch, als Kennzeichen auf einer Straßenbahn[28]
- 2014: Baymax – Riesiges Robowabohu, zu sehen als Teilenummer auf den Schaltplänen für die Wasabi-Energieklinge.

#### Marvel Studios
- 2012: The Avengers, hier ist A113 der Dateiname einer Fernsehaufzeichnung.[27]

#### 20th Century Fox
- 2010: Alpha und Omega, auf dem Nummernschild eines Campingwagens von Garn und Debbie steht A113.
- 2013: Die Tribute von Panem – Catching Fire, zu sehen am Rand einer Videoübertragung.[29]

#### Warner Bros.
- 1999: Der Gigant aus dem All, hier ist A113 das Nummernschild an einem Auto, das teilweise durch die Riesen angebissen wurde; die 3 ist abgebissen. Auch in Deans Haus befindet sich ein Gemälde, auf dem A113 steht.

#### Weitere Produktionen
- 2004: Voll auf die Nüsse, die Regel für die Fortsetzung des Deathmatch ist als Nummer 113 gekennzeichnet.
- 2009: Terminator: Die Erlösung, auf dem Computerbildschirm (als Teil des Login-Passworts) während des Überfalls auf die Skynet-Basis, bei Minute 9:32.[30]
- 2009: Planet 51, als Nummernschild an Lems Auto
- 2011: Mission: Impossible – Phantom Protokoll, Hanaways "Klassenring" hat die A113 an der Seite einprägt. Des Weiteren hat Ethan Hunts Coder die Nummer A113 und die Zeit, bei der die Bombe deaktiviert wird, ist genau 1:13". A113 steht auf dem Nummernschild eines in der Nähe von Ethan geparkten Autos bei der Kreml-Explosion. Ethan Hunt wünscht nach der Flucht aus dem Krankenhaus Notfallevakuierung alpha 113.
- 2014: Pier Pressure (Kurzfilm), die Seriennummer des Wünschautomaten „Mystical Maria“ ist A113.[31]
- 2014: Bad Neighbors, zu sehen beim Kampf Seth Rogen gegen Zac Efron auf einem Paket.
- 2014: Doctor Who Staffel 8 Folge 9, der Zug, der die Tardis fast überfahren hat
- 2016: Sausage Party, als Auto-Kennzeichen neben einem Aufkleber mit der Aufschrift „Dixar“.
- 2018: Grizzy und die Lemminge Staffel 2 Folge 16, „Die Wahrsagerkugel“, Aufschrift „A-113“ auf einem Koffer, den die Lemminge auf den Bären werfen wollen.
- 2019: Hazbin Hotel, bei Minute 29:17 haben sich zwei Eier-Handlanger in den Händen.[32]